# Vier Saiten
Vier Saiten ist ein österreichischer Fernsehfilm aus dem Jahr 2020 von Michael Kreihsl mit Otto Schenk, Marianne Mendt und Omid Memar in den Hauptrollen. Die Erstausstrahlung der Filmkomödie erfolgte am 25. März 2020 im ORF.

## Handlung
Professor Karl Michaeli, ein ehemaliger Star-Cellist, ist ein Grantler wie er im Buche steht. Nach dem Tod seiner geliebten Frau Maria im Jahr 2014 lebt der pensionierte Musikprofessor alleine in einer Dreizimmerwohnung in Wien. Zu seinem Missfallen sind in seinem Zinshaus mehrere ausländische Familien untergebracht. Die ebenfalls verwitwete, freigeistige Zinshausbesitzerin Esther Polgar beherbergt in ihrem Wohnhaus Flüchtlinge. Diese sind Karl besonders ein Dorn im Auge.
Unter den Bewohnern befindet sich der 16-jährige Hamid, der in Damaskus eine deutsche Schule besucht und seine Familie im Krieg in seiner Heimat Syrien verloren hat. Nach einem Einbruch in seine Wohnung und anfänglichen Vorbehalten gegen Hamid entdeckt Karl das musikalische Talent seines Nachbarn und nimmt ihn unter seine Fittiche. Karl versucht nun die musikalische Förderung nachzuholen, die er bei seinem eigenen Sohn Alexander, genannt „Sascha“, zu dem er seit Jahren keinen Kontakt mehr hat, versäumt hat.
Nach dem Einbruch in seine Wohnung zieht Karl seine Anzeige gegen Hamid zurück. Als Hamid, den Karl immer wieder „syrische Rotzpippen“ nennt, sich zunächst weigert, bei ihm Cellounterricht zu nehmen, ruft er allerdings erneut die Polizei. Die stellt seinen Geisteszustand infrage und informiert daraufhin seinen Sohn: Karl soll entmündigt werden. Daraufhin nimmt sein Sohn wieder Kontakt zu ihm auf und kündigt an, Sachwalterschaft zu beantragen und ihn ins Altersheim zu schicken. Esther Polgar bittet währenddessen ihren Freund und Anwalt Raimund Hinteregger, Karl die Wohnung zu kündigen, weil er das Klima im Haus vergiftet und immer wieder die Polizei ins Haus holt.
Um üben zu können, stiehlt Hamid ein Instrument der Musikhochschule. Außerdem hat er ein Auge auf Yasemin geworfen, deren Bruder Aslan jedoch von der Beziehung wenig begeistert ist. Bei einem Streit geht der Steg des gestohlenen Cellos zu Bruch. Karl versucht das Instrument zu reparieren, dabei entdeckt er den Aufkleber Eigentum der Musikuniversität Wien, obwohl Hamid behauptet hat, das Instrument gemietet zu haben. Karl fordert Hamid auf, das Instrument zurückzubringen. Doch dabei wird Hamid entdeckt und verhaftet. Karl bittet Esther um Hilfe, ihr Anwalt Raimund Hinteregger soll Hamid vertreten. An der Musik-Uni trifft Karl seinen früheren Schüler Schauer. Dieser gibt gegenüber der Polizei an, dass es sich um einen Irrtum handle, denn Hamid sei sein Schüler. Daraufhin zieht die Uni die Anzeige zurück. Karl schenkt Hamid das Cello seines Sohnes, der kein Interesse an diesem Instrument hat.
Als Hamid einen Abschiebebescheid erhält, sucht Karl Direktor Hermann Gruber auf und bittet ihn für Hamid um einen Vorspiel-Termin für einen Platz an der Hochschule, denn dieser wäre eine Garantie für eine Anerkennung als Flüchtling. Nach anfänglichem Zögern sagt der Direktor zu, nachdem Karl eine Affaire in dessen Vergangenheit erwähnt. Beim Vorspiel, bei dem Hamid das Cellokonzert von Edward Elgar zum Besten gibt, ist neben seinen Freunden Yasemin, Geri und Aslan auch Karls Sohn Alexander anwesend. Hamid spielt zunächst, wie von Karl instruiert, mit vollem Einsatz, bricht jedoch noch vor Ende der Darbietung plötzlich ab und verlässt den Saal. Seine Freunde und Karl folgen ihm und Karl kann Hamid mitteilen, dass er die Prüfung bestanden hat. Anwalt Hinteregger beantragt einen Aufschub der Abschiebung.

## Produktion
Die Dreharbeiten fanden vom 16. November bis zum 15. Dezember 2018 in Wien statt. Produziert wurde der Film von der österreichischen e&a film, beteiligt war der Österreichische Rundfunk.
Für den Ton zeichnete Sergey Martynyuk verantwortlich, für die Kostüme Theresa Ebner-Lazek, für das Szenenbild Julia Oberndorfinger und Hannes Salat, für die Maske Birgit Hirscher und Hannelore Uhrmacher.

## Rezeption
Die Oberösterreichische Nachrichten bezeichnete Vier Saiten als „filmisches Meisterwerk mit einem Übermeister namens Otto Schenk“. Dabei habe der Handlungsstrang gehöriges Potenzial zur Plattitüden-Drescherei.
Die Tiroler Tageszeitung schrieb, dass das Erfolgsgeheimnis des breitenwirksam an- und mit einer zutiefst humanitären Botschaft untergelegten Films leicht erklärt sei: „Schenk spielt Schenk“. Und dabei dürfe er in jener Liebe schwelgen, die ihm stets – neben jener zu seiner Frau Renee – die größte war: die Liebe zur Musik. Gewiss sei es eine kitschgefährdete Geschichte, die sich in der Folge entwickle, aber sie wird als Komödie erzählt – und böte viel Stoff für schauspielerische Glanzlichter. Marianne Mendt als Hausbesitzerin, Friedrich von Thun als leicht schmieriger Anwalt, Erwin Steinhauer als Konservatoriums-Leiter mit Dreck am Stecken und Lukas Resetarits in einer Rolle als Sandler verliehen dem Film eine original Wiener Stimmung.
Durchschnittlich 1,1 Millionen Zuschauer sahen den Film bei seiner Erstausstrahlung im ORF.

## Auszeichnungen und Nominierungen
Fernsehfilmfestival Baden-Baden 2020
- Nominierung für den Fernsehfilmpreis der Deutschen Akademie der Darstellenden Künste und den 3sat-Zuschauerpreis[9][10]

Romyverleihung 2021
- Nominierung in der Kategorie Bester Film TV/Stream (Michael Kreihsl)[11]

53. Fernsehpreis der Österreichischen Erwachsenenbildung
- Nominierung in der Kategorie Fernsehfilm (Michael Kreihsl, Stefan Vögl, Thomas Baum, Klaus Lintschinger/ORF-Redaktion)[12]